# Hypertelis cerviana
Hypertelis cerviana, syn. Glinus lotoides — вид квіткових рослин родини м'якотравцевих (Molluginaceae).

## Біоморфологічна характеристика
Це однорічна рослина 5–10 см заввишки. Стебла численні, розпростерті чи висхідні, тонкі, жорсткі, розгалужені. Листки сидячі, прикореневі листки в розетці; стеблові листки хибно-мутовчасті, по 3–10, сіро-зелені, лінійні, 5–10 × 0.3–0.5 мм, верхівка загострена. Суцвіття верхівкові чи ± пазушні. Листочків оцвітини 5, від еліптичних до довгастих, 2–2.5 мм, середня жилка зелена, край білий, плівчастий. Тичинок 3–5, коротші за листочки оцвітини. Коробочка широко-еліпсоїдна, приблизна рівна довжині листків оцвітини чи трохи коротша. Насіння численне, коричневе, злегка блискуче, ≈ 0.2 мм. 2n = 18

## Поширення
Росте в Африці (Алжир, Ангола, Бенін, Ботсвана, Буркіна-Фасо, Кабо-Верде, Чад, Джибуті, Еритрея, Гамбія, Гана, Гвінея, Замбія, Заїр, Зімбабве, Кенія, Лесото, Малі, Мавританія, ПАР, Марокко, Мозамбік, Намібія, Нігер, Нігерія, Сенегал, Судан, Танзанія, Того, Туніс, Уганда) та Євразії (Албанія, Бангладеш, Болгарія, Греція, Ємен, Індія, Іран, Іспанія, Італія, Казахстан, Китай, Монголія, М'янма, Оман, Пакистан, Португалія, Румунія, Саудівська Аравія, Туреччина, Україна, Шрі-Ланка).
Населяє сухі піски, узбіччя, тінисті та вологі поля.
В Україні вид росте на вологих піщаних місцях — у Лісостепу та Степу, звичайний.